# Windsor (Illinois)
Windsor es una ciudad ubicada en el condado de Shelby en el estado estadounidense de Illinois. En el Censo de 2010 tenía una población de 1187 habitantes y una densidad poblacional de 727,47 personas por km².

## Geografía
Windsor se encuentra ubicada en las coordenadas 39°26′20″N 88°35′43″O / 39.43889, -88.59528. Según la Oficina del Censo de los Estados Unidos, Windsor tiene una superficie total de 1.63 km², de la cual 1.63 km² corresponden a tierra firme y (0%) 0 km² es agua.

## Demografía
Según el censo de 2010, había 1187 personas residiendo en Windsor. La densidad de población era de 727,47 hab./km². De los 1187 habitantes, Windsor estaba compuesto por el 98.15% blancos, el 0.34% eran afroamericanos, el 0% eran amerindios, el 0.42% eran asiáticos, el 0.08% eran isleños del Pacífico, el 0.34% eran de otras razas y el 0.67% pertenecían a dos o más razas. Del total de la población el 0.84% eran hispanos o latinos de cualquier raza.